# Mortemart
Mortemart település Franciaországban, Haute-Vienne megyében. Lakosainak száma 127 fő (2022. január 1.). Mortemart Blond, Montrol-Sénard és Nouic községekkel határos.

## Népesség
A település népességének változása:
| Lakosok száma | 114  | 114  | 115  | 112  | 116  | 119  | 123  | 125  | 127  |
|               | 2013 | 2015 | 2016 | 2017 | 2018 | 2019 | 2020 | 2021 | 2022 |